# Ulrichstein (Nürtingen)
Der Ulrichstein beim Nürtinger Stadtteil Hardt ist ein vier Meter hoher Felsblock aus Sandstein der Rhätkeuper-Formation.
Der Felsblock liegt auf der Gesteinsschicht des Knollenmergels auf. Der zu Rutschungen neigende Knollenmergel hat den Ulrichstein bereits schräg gestellt und auch abrutschen lassen. Er ist als Felsenblock (Ulrichstein) sowohl als Naturdenkmal (Einzelgebilde) und unter dem Namen Ulrichstein SW von Hardt auch als Geotop geschützt. Ein Hinweisschild, dass dies der Ulrichstein ist, fehlt allerdings.
Der Sage nach hat hier 1519 der Pfeiffer von Hardt den Herzog Ulrich von Württemberg versteckt. Dieser hatte wegen dauernder Steuererhöhungen die Bevölkerung gegen sich aufgebracht. Der Aufstand wurde zwar niedergeschlagen, aber nachdem Ulrich auch noch den Ritter Hans von Hutten ermordete und die freie Reichsstadt Reutlingen überfiel, wurde er vom Schwäbischen Bund vertrieben.

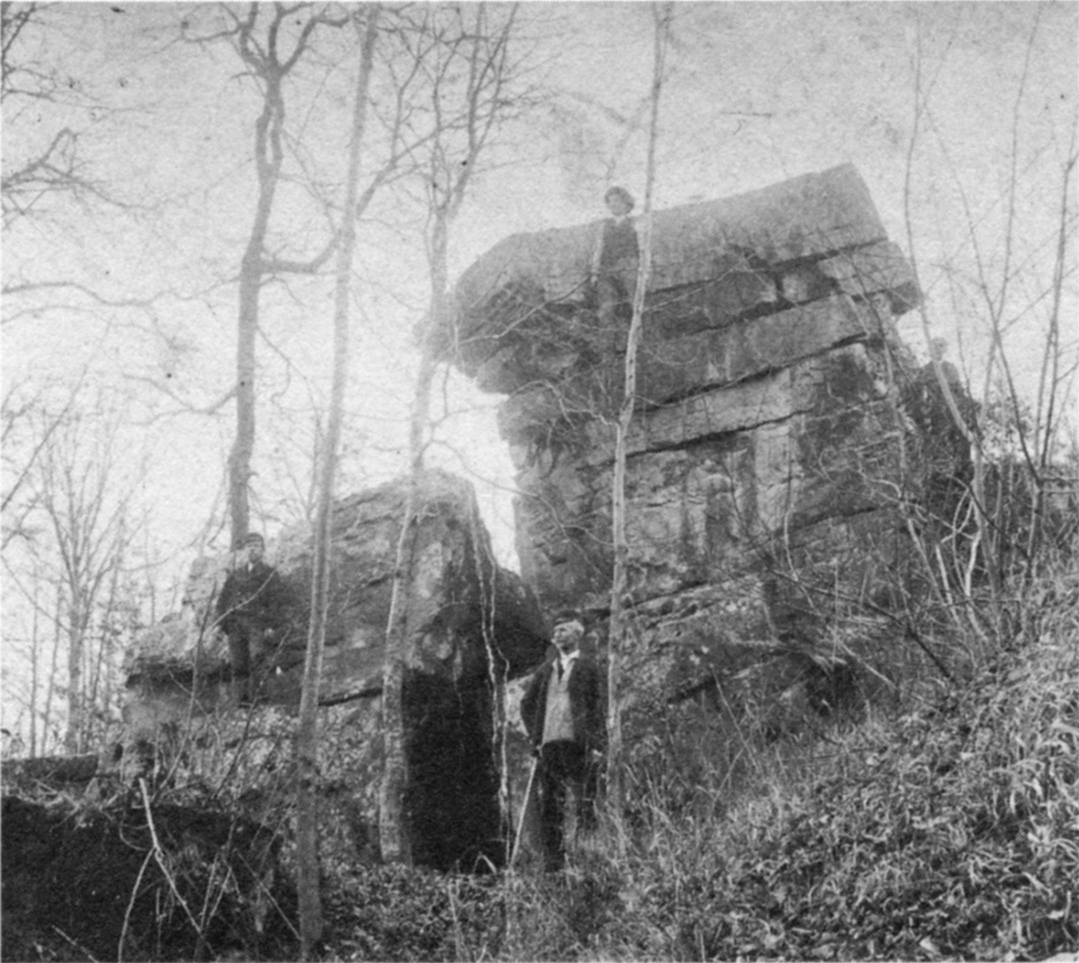
Ulrichstein um 1900

Der schwäbische Dichter Friedrich Hölderlin wurde von den Sagen um Herzog Ulrich zu dem Gedicht Der Winkel von Hahrdt inspiriert. Auch Wilhelm Hauff hat die Geschichte um Herzog Ulrich und den Pfeifer von Hardt in seinem Roman Lichtenstein literarisch verarbeitet. 